# ベネリ・スーパーノヴァ
ベネリ・スーパーノヴァ（英: Beneli Supernova）は、イタリアのベネリ社が開発したポンプアクション式ショットガンである。特徴としては、一体構造のレシーバーとシムキット付きの交換可能なショルダーストック、大きめのトリガーガードを備えており、高い耐久性と信頼性を持つ事で知られている。

## 技術仕様
3つの主要モデルと1つの派生モデルがラインナップされている。
ウィズ コンフォテックモデル
このモデルは、様々なバレル及び、サイトを組み合わせて使用出来る狩猟及び、トラップ/スキート射撃用モデル。カラーリングのバリエーションとしては、ブラックとカモフラージュ（迷彩）の2種類で、ポリマーコーティングされたレシーバーとストックは、作動機構と銃身には独自のコーティングが施されているため、他の成分を通さないとされている。バレルはライフルドボア、もしくはスムースボアであり、銃身長のバリエーションは24インチ、26インチ、または28インチモデルが設けられており、チョークは5種類の物が使用出来る。
ウィズ ステディグリップモデル
銃身長のバリエーションは24インチのみで、射撃時の安定性を向上させるためのステディグリップが備わっている。
タクティカル

オープン又はゴーストリングサイトを装備可能なモデルで、固定式シリンダーチョーク付きの18.5インチ、もしくは14インチバレルを備えている。ピストルグリップ付きのストックは固定式、もしくは伸縮式となっている。
ピストルグリップ付きベネリスーパーノヴァタクティカル18.5インチバレル

## 共通の機能
装弾数：4+1発
チョーク：IC、M、F（スーパーノヴァ・タクティカルのみ固定シリンダー）
LOP（トリガーからバットプレートまでの長さ）：14-3/8インチ
ヒールより下：2-1/4インチ
コームより下：1-3/8インチ
リコイルリデューサー：オプションとして付属するマーキュリーリコイルユニットをストック内部にブラケットを介して取り付ける事で、射撃時の衝撃が拡散する時間が長くなり、これによって体感反動が軽減する。
チャンバーエンプティボタン：フォアエンド下部のボタンを押す事で、マガジンから追加のショットシェルを解放することなく、発射されていないショットシェルを降ろすことができます。

## リコイルリデューサー
付属の内部減速機で、これを使用しない場合の射撃時の反動は、強力な3.5インチショットシェルを使用すると本銃自体がコンポジット/スチール製で軽量であるために非常に強烈である。そこで軽量な本銃は高速で重い荷重を得る事で重い反動に対して効果を得る事が出来る。前述の通り、このリコイルリデューサーは、体感反動を軽減するのに役立ち、射手はより早い次弾発射が可能となる。
このリコイルリデューサーは、バットストックコンパートメントを介してストックに接続する装置、およびリコイルユニットに挿入される水銀の二つで構成されている。このユニットは、通常のノヴァに取り付けるためのキットとしても入手できます。